# Athletissima 2019
L'Athletissima 2019 è stato la 44ª edizione dell'annuale meeting di atletica leggera, e si è disputato allo stadio polifunzionale Stade Olympique de la Pontaise di Losanna, il 4 e il 5 luglio 2019. Il meeting è stato l'ottava tappa del circuito di atletica leggera IAAF Diamond League 2019.

## Programma

### Giorno 1
| # | Orario | Specialità       |
| - | ------ | ---------------- |
| 1 | 18:30  | Salto con l'asta |

### Giorno 2
| # | Orario | Specialità         |
| - | ------ | ------------------ |
| 1 | 19:54  | 400 metri ostacoli |
| 2 | 20:05  | Salto con l'asta   |
| 3 | 20:28  | 110 metri ostacoli |
| 4 | 20:37  | 800 metri          |
| 5 | 20:45  | Salto in lungo     |
| 6 | 20:55  | 5000 metri         |
| 7 | 21:15  | 100 metri          |
| 8 | 21:32  | 1500 metri         |
| 9 | 21:42  | 200 metri          |

| # | Orario | Specialità             |
| - | ------ | ---------------------- |
| 1 | 18:30  | Lancio del giavellotto |
| 2 | 19:00  | Salto triplo           |
| 3 | 19:05  | Getto del peso         |
| 4 | 20:03  | 400 metri              |
| 5 | 20:10  | 200 metri              |
| 6 | 20:18  | 800 metri              |
| 7 | 20:25  | Salto in alto          |
| 8 | 20:46  | 100 metri              |
| 9 | 21:23  | 400 metri ostacoli     |

     Specialità valide per la Diamond League

## Risultati
Di seguito i primi tre classificati di ogni specialità.

### Uomini
| Specialità         |                        | Prestazione | 2º classificato           | Prestazione | 3º classificato         | Prestazione |
| 100 metri          | Justin Gatlin          | 9"92        | Michael Rodgers           | 10"01       | Aaron Brown             | 10"07       |
| 200 metri          | Noah Lyles             | 19"50       | Alex Quiñones             | 19"87       | Andre De Grasse         | 19"92       |
| 800 metri          | Wycliffe Kinyamal      | 1'43"78     | Ferguson Cheruiyot Rotich | 1'43"93     | Emmanuel Kipkurui Korir | 1'44"01     |
| 1500 metri         | Timothy Cheruiyot      | 3'28"77     | Jakob Ingebrigtsen        | 3'30"16     | Ayanleh Souleiman       | 3'30"79     |
| 5000 metri         | Yomif Kejelcha         | 13'00"56    | Selemon Barega            | 13'01"99    | Telahun Haile Bekele    | 13'03"09    |
| 110 metri ostacoli | Orlando Ortega         | 13"05       | Daniel Roberts            | 13"11       | Ronald Levy             | 13"25       |
| 400 metri ostacoli | Luke Campbell          | 49"54       | Rasmus Mägi               | 49"54       | Mamadou Kasse Hann      | 49"90       |
| Salto con l'asta   | Piotr Lisek            | 6.01 m      | Sam Kendricks             | 5.95 m      | Armand Duplantis        | 5.81 m      |
| Salto in lungo     | Juan Miguel Echevarría | 8.32 m      | Miltiadis Tentoglu        | 8.19 m      | Luvo Manyonga           | 8.13 m      |

     Prestazione che stabilisce il nuovo record del meeting.

### Donne
| Specialità             |                         | Prestazione | 2º classificato    | Prestazione | 3º classificato         | Prestazione |
| 100 metri              | Shelly-Ann Fraser-Pryce | 10"74       | Dina Asher-Smith   | 10"91       | Marie-Josée Ta Lou      | 10"93       |
| 200 metri              | Gabrielle Thomas        | 22"65       | Jodie Williams     | 22"75       | Anthonique Strachan     | 22"81       |
| 400 metri              | Salwa Eid Naser         | 49"17       | Aminatou Seyni     | 49"19       | Stephenie Ann McPherson | 50"88       |
| 800 metri              | Nelly Jepkosgei         | 1'59"54     | Halimah Nakkayi    | 1'59"97     | Gabriela Gayanova       | 2'00"25     |
| 400 metri ostacoli     | Shamier Little          | 53"73       | Zuzana Hejnová     | 54"11       | Ashley Spencer          | 54"11       |
| Salto in alto          | Mariya Lasitskene       | 2.02 m      | Karyna Taranda     | 2.00 m      | Mirela Demoreva         | 1.97 m      |
| Salto con l'asta       | Katie Nageotte          | 4.82 m      | Anzhelika Sidorova | 4.72 m      | Holly Bradshaw          | 4.72 m      |
| Salto triplo           | Caterine Ibargüen       | 14.89 m     | Yulimar Rojas      | 14.82 m     | Liadagmis Povea         | 14.77 m     |
| Getto del peso         | Christina Schwanitz     | 19.04 m     | Brittany Crew      | 18.46 m     | Fanny Roos              | 18.41 m     |
| Lancio del giavellotto | Christin Hussong        | 66.59 m     | Kelsey-Lee Barber  | 65.63 m     | Barbora Špotáková       | 63.79 m     |

     Prestazione che stabilisce il nuovo record del meeting.